# Szerdobszki járás
A Szerdobszki járás (oroszul Сердобский район) Oroszország egyik járása a Penzai területen. Székhelye Szerdobszk.

## Népesség
- 1989-ben 21 289,
- 2002-ben 21 917 - melynek 86,1%-a orosz, 5,7%-a mordvin, 5,4%-a tatár, 1%-a ukrán -
- 2010-ben pedig 54 520 lakosa volt, melynek 96,3%-a orosz.